# Der weiße Rausch – neue Wunder des Schneeschuhs
 Der weiße Rausch – neue Wunder des Schneeschuhs  ist eine Komödie des Regisseurs Arnold Fanck mit Leni Riefenstahl in der Hauptrolle.

## Handlung
Der Film handelt von dem jungen Mädchen Leni, das während des Winterurlaubs am Arlberg an einem Skirennen teilnehmen möchte. Sie lässt sich das Skifahren von dem Skilehrer Hannes, Hannes Schneider beibringen. Die beiden Hamburger Zimmerleute Tietje und Fietje, Walter Riml und Gustav Lantschner, möchten das Rennen ebenfalls gewinnen, bringen sich das Skifahren aber autodidaktisch bei. Die beiden Gruppen treffen immer wieder aufeinander. Letztlich gewinnt Leni das Rennen der Anfänger mit Hilfe des kleinen Lothar, gespielt von Lothar Ebersberg.
Im nächsten Jahr sind alle Beteiligten wieder zusammen und nehmen an einer Fuchsjagd teil, bei der Leni und Hannes das Fuchspaar darstellen. Durch die Tollpatschigkeit der beiden Hamburger gelingt es dem Paar immer wieder zu entkommen. Erst der kleine Lothar kann die beiden am Ende stellen.

## Produktion
Die Photographie im Atelier besorgten Hans Karl Gottschalk und Bruno Leubner, die Außenaufnahmen in St. Anton und in Zürs am Arlberg drehten Richard Angst und Kurt Neubert; Kamera-Assistent war Robert Dahlmeier. Die Tonaufnahmen machte Emil Specht, dem Hans Bittmann assistierte. Aufnahmeleiter war Walter Tost. Die Filmbauten errichtete Leopold Blonder. Die Illustrationsmusik komponierte Paul Dessau, assistiert von Fritz Goldschmidt.
Der Film war eine Produktion der H. R. Sokal-Film GmbH (Berlin) im Auftrag der Aafa-Film AG (Berlin). Der Produzent war Henry Sokal.
Der weiße Rausch – Neue Wunder des Schneeschuhs lag der Reichsfilmzensur am 9. Dezember 1931 zur Prüfung vor und wurde am 10. Dezember 1931 im UFA-Palast am Zoo in Berlin uraufgeführt.

## Filmkritik
Das Lexikon des internationalen Films ist begeistert von den Landschafts- und Skiaufnahmen am Arlberg, merkt aber an: „Die dünne Handlung ist nur Aufhänger für die Darstellung des Skisportes mit den besten Skiläufern der damaligen Zeit.“

## Vorläufer
Der Film Der weiße Rausch – Neue Wunder des Schneeschuhs war die dritte Verfilmung des Themas. Das Wunder des Schneeschuhs – 1. Teil wurde 1920 uraufgeführt. Der zweite Teil folgte 1922.
In allen drei Filmen war Hannes Schneider der Schistar und alle drei Filme wurden von Arnold Fanck produziert. Neu war beim Weißen Rausch 1931 die Tonfilmtechnik und das Mitwirken von Leni Riefenstahl als „Schibaby“.

## Tondokument
Zu dem Film komponierte Toni Birkhofer einen Schlager, zu dem Hannes Reimar den Text „Die Berge, die sind meine Heimat“ dichtete. Toni Meindl und Hans Lessmann sangen ihn, begleitet von dem Blas-Orchester Carl Woitschach, im Oktober 1932 auf die Grammophonplatte.